# Трав'янчик скельний
Трав'янчик скельний (Amytornis purnelli) — вид горобцеподібних птахів з родини малюрових (Maluridae).

## Поширення
Ендемік Австралії. Поширений у посушливих внутрішніх районах. Трапляється на півдні Північної Території, північному заході Південної Австралії і сході Західної Австралії.